# عذارا

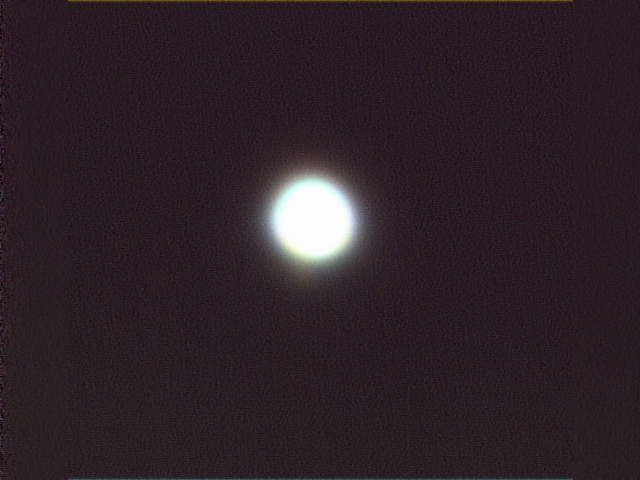
عَذارا یا اپسیلون سگ بزرگ

عَذارا یا اپسیلون سگ بزرگ (به انگلیسی: Epsilon Canis Majoris) یک ستاره است که در صورت فلکی سگ بزرگ قرار دارد.
ستارهٔ عذارا با قدر ۱/۵ غول درخشانی است از ردهٔ ب۲ به فاصلهٔ ۵۷۰ سال نوری از زمین.